# Alchemilla weberbaueri
Alchemilla weberbaueri é uma espécie de rosácea do gênero Alchemilla, pertencente à família Rosaceae.